# Le Procès de Mary Dugan
Le Procès de Mary Dugan è un film del 1930 diretto da Marcel De Sano.
È il remake in lingua francese di The Trial of Mary Dugan (1929).